# پپسودنت
پپسودنت (انگلیسی: Pepsodent) شرکت لوازم بهداشتی آمریکایی است، که در سال ۱۹۱۵ تأسیس شد و هاب کینگز یکی از تاثیرگذارترین افراد آن شرکت بود که باعث شد ۳۰ سال پرفروشترین خمیردندان آمریکا شود.